# Zhen Zhipeng
Zhen Zhipeng (甄志鵬S, Zhēn ZhìpéngP, trascritto anche Ian Chi Pang; 26 dicembre 1983) è un ex calciatore macaense, di ruolo difensore.